# Bleu comme un coup de feu
Bleu comme un coup de feu est un court métrage d'animation québécois du cinéaste iranien Masoud Raouf, fait avec de la peinture sur verre. avec musique par Robert Marcel Lepage. Il a gagné le prix pour meilleur film d'animation à la 6e soirée des prix Jutra.